# Лисицата и хрътката 2
„Лисицата и хрътката 2“ (на английски: The Fox and the Hound 2) е продължение на хитовата детска анимация от 1981 г. „Лисицата и хрътката“. Филмът представя епизод от ранните години на двамата главни герои, преди събитията от втората половина на първия филм.
„Лисицата и хрътката 2“ излиза директно на видео на 12 декември 2006 г. Официалният саундтрак към филма е издаден на 21 ноември 2006 г.

## Сюжет
Лисичето Тод и кутрето-хрътка Копър са най-добри приятели и в игрите си създават немалко грижи на двамата съседи, които ги отглеждат – Еймъс Слейд (стопанинът на Копър) и вдовицата Туийд (приютила Тод).
Лисичето и кутрето отиват на панаира да се позабавляват и срещат „Пеещите бездомници“ – петчленна музикална група кучета. За групата е важно да се представи добре, тъй като на панаира ще присъства и търсач на таланти от известно радио-шоу. Солистите Кеш и Дикси обаче се скарват, докато репетират, Дикси си тръгва и се налага бездомниците да импровизират без нея. По време на изпълнението им Копър, който припява в публиката, е забелязан от Кеш и поканен на сцената, където пожънва овации. Новооткритият музикален талант води до покана Копър да се включи в групата, като условието е да си бездомно куче. Тод с готовност заблуждава бездомниците, за да помогне на приятеля си, но скоро е разочарован, защото Копър започва да го пренебрегва за сметка на новите си познати.
Дикси, свикнала да бъде примадона, също е разстроена, че е била заменена така бързо. Тя търси начин да се върне в групата и когато лисичето признава случайно пред нея, че Копър не е бездомно куче, тя съставя план за действие.
На панаира са дошли също вдовицата Туийд и Слейд с другото му куче, Вожд. Тод подмамва Вожд и в последвалото преследване настъпва масово безредие, а изпълнението на „Пеещите бездомници“ се проваля точно пред търсача на таланти, г-н Бикърстаф. Разпознат от своя собственик, Копър е уволнен и отведен у дома, а вдовицата Туийд се прибира с лисичето, което съжалява за случилото се. По пътя Туийд едва не е блъсната от колата на г-н Бикърстаф, при което шапката му отлита и пада върху Тод.
На следващия ден Тод и Копър се разкайват за допуснатите грешки и отново са приятели. Подушило шапката на г-н Бикърстаф, кутрето успява да го проследи до един местен ресторант. Благодарение на лисичето, всички членове на групата се събират там и Копър ги убеждава да възстановят хармонията помежду си. Бездомниците отново запяват заедно и привличат вниманието на г-н Бикърстаф, който ги кани за участие в радио-шоуто.
В края на филма Копър се отказва от групата, за да се върне отново към игрите със своя приятел Тод.

## Озвучаващи актьори
- Джона Бобо – Тод
- Харисън Фан – Копър
- Патрик Суейзи – Кеш
- Реба Макинтайър – Дикси
- Джеф Фоксуърди – Лайл
- Вики Лорънс – Баба Роуз
- Роб Полсън – Вожд
- Джим Къмингс – Уейлън и Флойд
- Стивън Рут – Търсачът на таланти